# 荣誉法庭 (德国国防军)
荣誉法庭是納粹德國德意志國防軍的一個战地军事法庭，法庭成员均为国防军高级将领，该法庭在1944年8月2日根據希特勒的要求设立。
该法庭的明确目的就是根据盖世太保指示，甄别出納粹德國陸軍中曾参与7月20日密谋案的军官，并将其驱逐出军队。按照德国军法，上述人等還应接受军法审判。